# ماهالاپیه، بوتسوانا
ماهالاپیه (به انگلیسی: Mahalapye) شهری در ناحیهٔ مرکزی کشور بوتسوانا است که در سال ۲۰۰۰ میلادی ۴۳٬۵۳۸ نفر جمعیت داشته که از این تعداد، ۲۱٬۱۲۰ نفر مرد و ۲۲٬۴۱۸ نفر زن بوده‌اند.

## نگارخانه

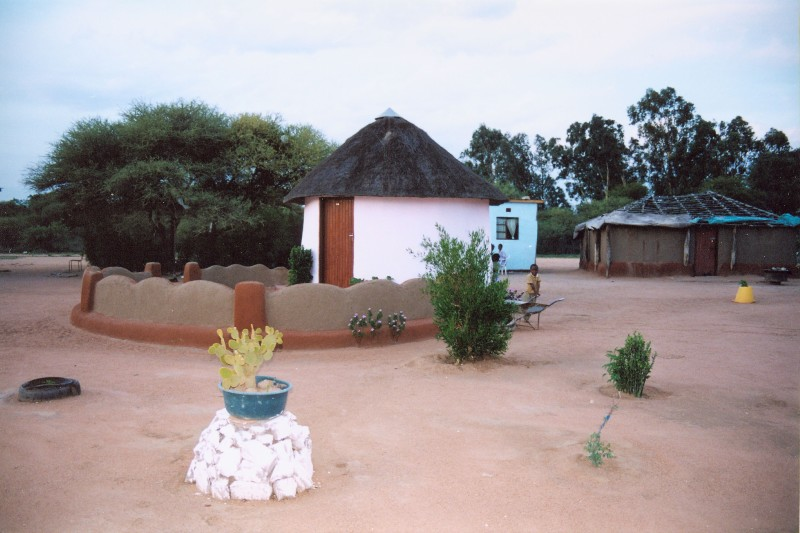